# 2415 Ganesa
2415 Ganesa este un asteroid din centura principală, descoperit pe 28 octombrie 1978 de Henry Giclas.